# Đồng Tâm, quận Hai Bà Trưng
Đồng Tâm là một phường thuộc quận Hai Bà Trưng, thành phố Hà Nội, Việt Nam.
Phường Đồng Tâm có diện tích 0,51 km², dân số năm 2021 là 19.681 người, mật độ dân số đạt 38.590 người/km².
Bắc và đông bắc tiếp giáp phường Bách Khoa, đông nam giáp phường Trương Định, là các phường cùng quận. Phía nam Đồng Tâm giáp với phường Giáp Bát quận Hoàng Mai. Phía tây nam Đồng Tâm tiếp giáp phường Phương Liệt quận Thanh Xuân. Phía tây bắc Đồng Tâm giáp với phường Phương Mai quận Đống Đa.